# استپان بادالیان
استپان سارگسی بادالیان (ارمنی: Ստեփան Սարգսի Բադալյան؛ زادهٔ ۲۰ مارس ۱۹۴۵) یک  سیاستمدار اهل ارمنستان است که از تاریخ ۱۹۹۰ تا تاریخ ۱۹۹۵ سمت نمایندگی دوره اول شورای عالی جمهوری ارمنستان را برعهده داشت.

## زندگی‌نامه
در در ارمنستان به دنیا آمد . 